# Anju Bobby George
Anju Bobby George (India, 19 de abril de 1977) es una atleta india, especialista en la prueba de salto de longitud, en la que ha logrado ser medallista de bronce mundial en 2003.

## Carrera deportiva
En el Mundial de París 2003 ganó la medalla de bronce en salto de longitud, con un salto de 6.70 metros, quedando tras la francesa Eunice Barber (oro con 6.99 metros) y la rusa Tatyana Kotova (plata con un salto de 6.74 metros).